# لیاندرا لیل
لیاندرا لیل (زادهٔ ۸ سپتامبر ۱۹۸۲) بازیگر، خواننده، کارگردان فیلم، تهیه‌کننده و نمایشنامه‌نویس برزیلی است. او نوه آمریکو لیل تهیه‌کننده فرهنگی و دختر آنجلا لیال بازیگر است. او در هفت سالگی در تلویزیون، زمانی که در آخرین فصل از سریال پانتانال که مادرش نیز در آن کار می‌کرد حضور داشت.